# Jules Valton
Pour les articles homonymes, voir Valton.
Henri Jules Valton, né à Courson-les-Carrières le 11 mai 1867 et mort à Paris 4e le 6 août 1941,  est un skipper français. 

## Carrière
Jules Valton participe aux deux courses de classe ½-1 tonneau aux Jeux olympiques d'été de 1900, à bord du Crabe-II. Il remporte la médaille d'argent à l'issue de la première course. Il termine troisième de la seconde course, qui n'est pas reconnue par le Comité international olympique. 
Il participe durant sa carrière à 96 régates.

## Vie personnelle
Il se marie le 4 juin 1910 avec Henriette Victorine Mijuiy dans le 10e arrondissement de Paris.